# Disney Dreams!
Disney Dreams! es un espectáculo nocturno del parque temático Disneyland Park en Disneyland Paris. Concebido por el creador de World of Color, Steve Davison, el show combina fuentes de agua, efectos pirotécnicos, fuego y láseres con proyecciones en alta definición sobre el Castillo de la Bella Durmiente y sobre dos grandes pantallas de agua.
Todo al compás de una banda sonora compuesta por Joel McNeely en exclusiva para el espectáculo, que reproduce las canciones más populares de los clásicos de Disney.
Hay también una versión navideña, llamada Disney Dreams! of christmas.